# Gebr. Winterling
Gebrüder Winterling war ein deutsches Familienunternehmen und Hersteller von Porzellan. Es nahm seinen Anfang mit der Gründung der Porzellanfabrik Heinrich Winterling in Marktleuthen 1903 und der Errichtung der „Gebrüder Winterling OHG“ in Röslau 1906. 
1992 wurden zahlreiche Firmen der Familie Winterling, mit Ausnahme des Werks in Marktleuthen, zu einer Aktiengesellschaft zusammengefasst, der Winterling Porzellan AG mit Sitz in Kirchenlamitz. Zu diesem Zeitpunkt bildete sie das zweitgrößte Unternehmen der Porzellanherstellung in Deutschland.  Im September 1999 musste Insolvenz angemeldet werden. Die Marken Winterling und Eschenbach gehören seit dem Jahr 2000 zur ehemaligen Konzerntochter Triptis (Eschenbach Porzellan Group).

## Geschichte
Am 8. Oktober 1906 gründeten Heinrich Winterling (1874–1930) und sein jüngster Bruder Ferdinand (1885–1967) in Röslau eine Porzellanfabrik als offene Handelsgesellschaft. Nach und nach wurden sämtliche Geschwister in das Familienunternehmen eingebunden, zunächst die Brüder Eduard, Karl und Gustav, 1922 auch die beiden Schwestern Anna Jacob und Berta Linhardt.
Zuvor hatte der Vater Georg Adam Winterling (1849–1906) 1903 die Porzellanfabrik Drechsel & Strobel in Marktleuthen erworben und Sohn Heinrich mit deren Leitung betraut. Heinrich Winterling lenkte die Geschicke der Firma als kaufmännischer Gesamtleiter, prägte die Sortimentsgestaltung und steuerte den Verkauf.
Im September 1917 wurde die Porzellanfabrik Oscar Schaller & Co. in Schwarzenbach an der Saale erworben und als Oscar Schaller & Co. Nachf. weitergeführt. Hieraus entwickelten sich die weiterverzweigten Schaller-Werke der Winterling-Gruppe.
Ein Jahr nach Kriegsende begannen 1919 die Planungen für eine Porzellanmalerei im benachbarten Kirchenlamitz. Im Juni 1920 konnte die Arbeit in diesem Zweigwerk aufgenommen werden. Die Weißware sollte aus den nahen Schwesterfabriken kommen. Da diese jedoch voll ausgelastet waren, wurde der Standort Kirchenlamitz zu einer vollwertigen Porzellanfabrik ausgebaut. Bis Ende 1921 entstanden fünf Rundöfen.
In den folgenden Jahren wird mit der Winterling Weberei GmbH der Einstieg in die Textilbranche gewagt. Außerdem werden die Lithographische Kunstanstalt in Rehau und ein Sägewerk in Regenstauf erworben, um den Bedarf an Buntdruckmaterial und Verpackungen zu decken.
1929 erfolgte die Übernahme einer 1913 durch Eduard Haberländer gegründeten Porzellanfabrik im 50 km südlich gelegenen Windischeschenbach, die Oscar Schaller & Co. Nachf. untergeordnet wurde. 1931 folgte eine Fabrik mit Kaolingrube im böhmischen Lessau/Lesov (zum Zweigwerk Kirchenlamitz, 1945 enteignet), 1938 die Porzellanfabrik Triptis in Thüringen (enteignet 1947).
Nach dem Zweiten Weltkrieg existierte von 1951 bis 1973 die Porzellanmalerei Engen Winterling & Co. in Engen. 1951/52 wurde ein weiterer Standort in Bruchmühlbach eröffnet, hier entstand Hartporzellan der Marke Rheinpfalz. 1969/70 wurde die Produktion auf Steingut umgestellt (Winterling Feinkeramik, ab den 1980ern Pfalzkeramik).
Aus verschiedenen Gesellschaften des Familie Winterling wurde 1992 die Winterling Porzellan AG gebildet. Aus der Insolvenz der Triptis-Porzellan GmbH entstand ein neuer Betrieb in Triptis/Thüringen. Ebenfalls 1997 erfolgte die Übernahme der Sparte Haushaltsporzellan der ehemaligen Hutschenreuther AG, wodurch der größte Porzellanhersteller Deutschlands mit 2600 Mitarbeitern entstand. Das Unternehmen ergänzte damit sein aus der Marke Eschenbach bestehendes Sortiment um die Marken Hutschenreuther und Arzberg. Mit dieser Übernahme konzentrierte sich Winterling Porzellan auf ein Marktsegment, das durch Importdruck und massive Preiskämpfe geprägt war. Absatzprobleme und Familienstreitigkeiten führten 1999 zur Insolvenz.
Aus der Insolvenz ging die Marke Hutschenreuther an die Rosenthal AG und die Marke Arzberg an die SKV Porzellanunion GmbH in Schirnding über. Der Unternehmensteil in Triptis wurde fortgeführt; er übernahm die Marke Eschenbach und den Betrieb in Windischeschenbach.